# ハナキリン
ハナキリン（花麒麟、学名：Euphorbia milii）はマダガスカル原産のトウダイグサ科の低木。茎が多肉で棘が密生しサボテン（特に木の葉サボテン属のモクキリン）に似ており、花（花序を包む苞）が美しいので観賞用に栽培される。変種が多く、普通栽培されるのは変種 E. milii var. splendensで、さらに栽培品種が多数ある。
茎は直立するが、高くなると半つる状になり、這ったり他の物によりかかったりする。葉は長さ3cmほどの楕円形で若い茎の先端付近に多数付き、生長すると棘に変わる。全体の大きさは最大で1mになる。棘で他の物にからまる。花は茎の先端に径1 - 2cmほどの杯状花序（トウダイグサ属特有の形）となり、1対の花弁状の苞があって、これが赤、橙、黄、白などに着色し目立つ。切ると出る乳液は有毒。

中東には古くから移入されていたとの説もあり、イエス・キリストが冠せられた「茨の冠」がこの植物だったとの伝説があることから、「茨の冠」（英語：Crown-of-thorns）、「キリストの植物」（Christ Plant）などの名もある。

## 変種
次のような変種がある。
- E. milii var. bevilaniensis
- E. milii var. hislopii（E. hislopii）
- E. milii var. imperatae
- E. milii var. longifolia
- E. milii var. milii
- E. milii var. roseana
- E. milii var. splendens
- E. milii var. tenuispina
- E. milii var. tulearensis
- E. milii var. vulcanii